# Lago Ossokmanuan
O lago Ossokmanuan é um lago de água doce com origem numa barragem, localizado no território da província da Terra Nova e Labrador, no Canadá.
Esta superfície aquática localiza-se nas coordenadas geográficas 53° 31′ 10″ N, 65° 05′ 57″ O